# ハナガサイグチ
ハナガサイグチ（花笠猪口、学名: Aureoboletus auriflammeus）はイグチ目イグチ科ヌメリコウジタケ属の小型のキノコである。子実体は全体が鮮やかなオレンジ色。食毒不明。

## 分布
東アジアの日本、中国および北アメリカなどにかけて広く分布する。菌根菌。夏から秋にかけて、針葉樹林や広葉樹林の雑木林や社寺林の樹下の地上に単生あるいは群生する。

## 特徴
全体が鮮やかなオレンジ色をした小型から中型のキノコであり、子実体は傘と柄からなる。傘は直径2 - 5センチメートル (cm) 、初めはまんじゅう形で後に山形からほぼ平らに開く。傘表面は多少繊維状で毛羽立ちがあり、橙黄色から鮮黄色。やや粉質で、ときに細かくひび割れることもある。湿時は粘性を帯びる。
傘裏の管孔は初め淡黄色で老成により徐々に汚緑色となる。管孔と柄は直生から湾生。孔口は小型から中型で、橙黄色に縁取られる。
柄は中実、長さ3 - 5 cmで、下方に向かってやや太まり、表面はやや粉状で、柄上部の表面は縦長の網目模様で覆われる。肉は黄白色で、傷つけても変色しない。担子胞子は楕円形で、大きさ9 - 12 × 4 - 6マイクロメートル (μm) で、無色から淡いオリーブ色、非アミロイド性。

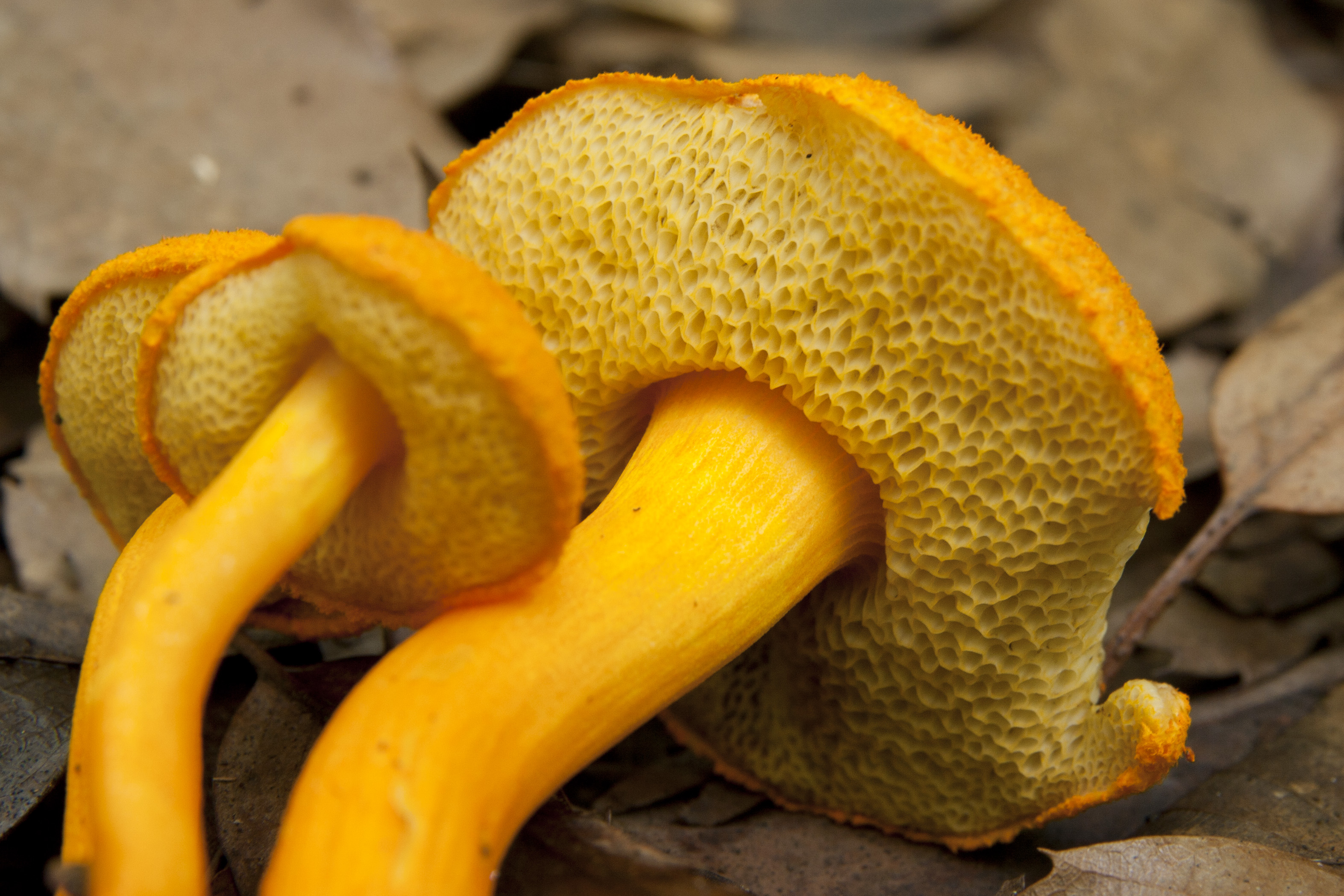
柄と管孔 茨城県城里町・2017年7月
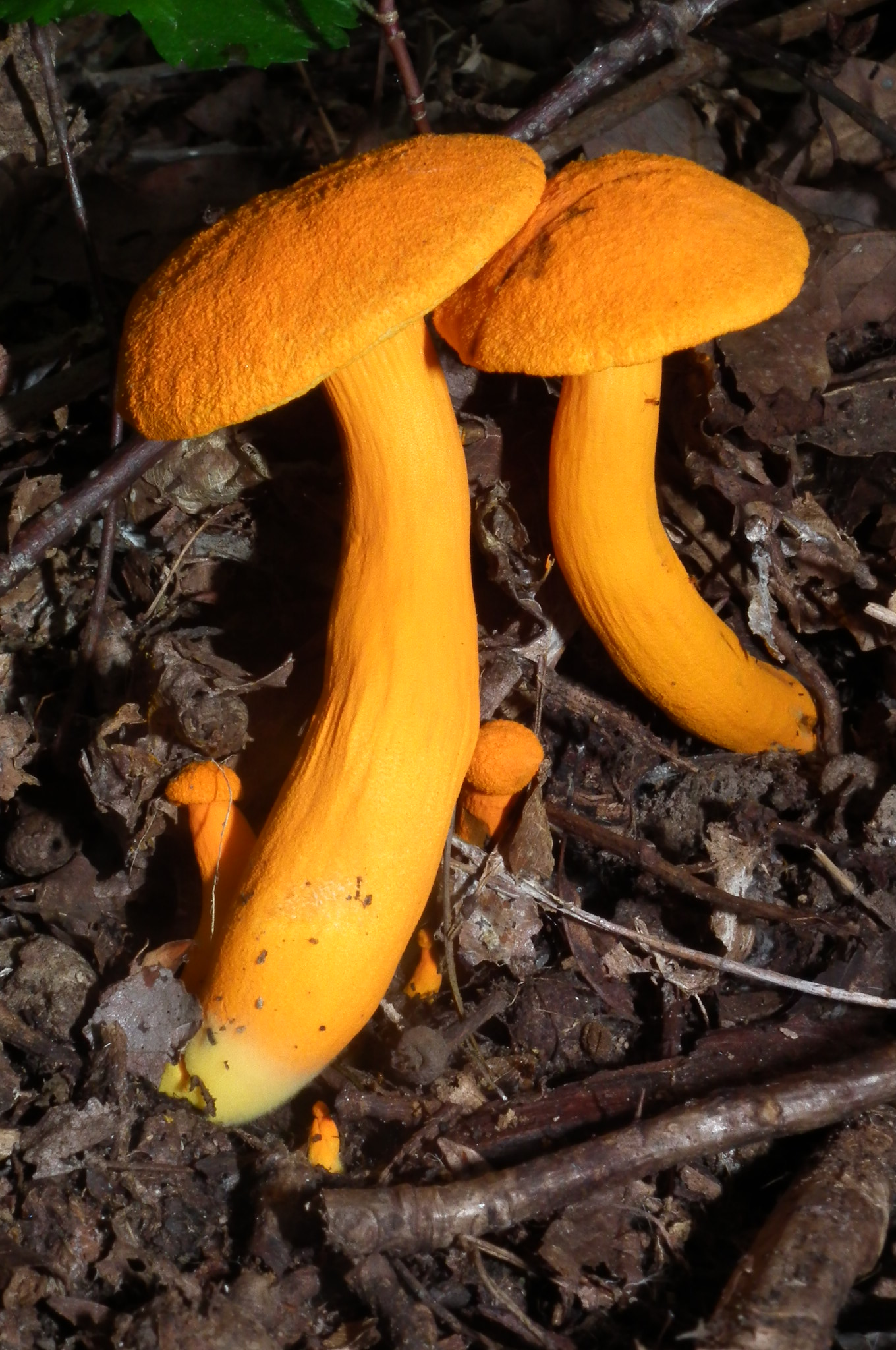
成菌 兵庫県加東市・2011年8月

## 近縁種
- キイロイグチ属 (Pulverboletus)
  - キイロイグチ (P. ravenelii)